# فيليبي بروسبيرو النمساوي
فيليبي بروسبيرو من النمسا/إسبانيا (بالإسبانية: Felipe Próspero de Austria)‏ (28 نوفمبر 1657 - 1 نوفمبر 1661) كان أمير أستورياس، هو ابن فيليب الرابع ملك إسبانيا وماريانا من النمسا.